# Plug-in audio

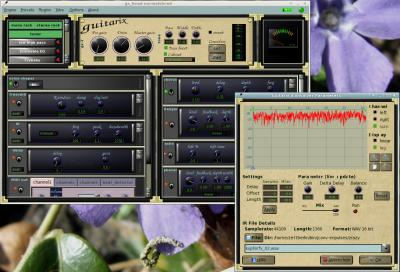
Plug-in audio.

Un plug-in audio est un module d'extension relatif au son qui complète un logiciel hôte (généralement une station audionumérique) pour lui apporter de nouvelles fonctionnalités, typiquement un effet audio ou un instrument virtuel.

## Utilisation
Bien qu'il existe de nombreux hybrides et inclassables, les plug-ins audio se répertorient principalement en deux catégories :
- L'effet, qui traite un signal sonore pour l'enrichir ou le transformer ;
- L'instrument virtuel, qui génère par calcul le son en utilisant les ressources internes de l'ordinateur et produit un signal équivalent (après conversion numérique-analogique) à celui d'un instrument externe réel. Cet instrument virtuel peut généralement être commandé en MIDI.

L'avantage des plug-ins est d'étendre les possibilités du logiciel hôte sans avoir à utiliser des appareils extérieurs pour des tâches équivalentes. Suivant son format, un même plug-in pourra être chargé dans différents logiciels hôtes, à condition que ceux-ci reconnaissent le format en question.
Certains plug-ins audio sont très gourmands en temps de calcul et en ressources logicielles. Afin de mieux répartir les charges, il est parfois possible de les héberger sur d'autres machines liées en réseau comme c'est le cas avec le VST System Link, ou peuvent fonctionner sur du matériel dédié, comme sur les stations ProTools, Pyramix ou UAD-1 par exemple.
Ils permettent également d'utiliser des versions virtuelles d'instruments existant en physique. Reproduire virtuellement des sons d'instruments plus ou moins connu économise la place que prendraient les instruments réels et offre donc l'avantage de la compacité et de la mobilité. 

## Normes
Il n'existe pas de standard complètement généralisé pour les plugins audio, les logiciels hôtes mettant souvent en place leur propre norme. Le format VST est toutefois reconnu comme un véritable standard car il est géré par un très grand nombre d'hôtes sous différents systèmes d'exploitation. 
Sont listées ci-dessous quelques-unes des normes les plus répandues :
- Virtual Studio Technology (VST), développé par Steinberg
- Audio unit (AU), basé sur driver CoreAudio pour les logiciels audio d'apple développé par Emagic
- AAX (Avid Audio eXtension), développé par Avid
- LADSPA (Linux Audio Developer's Simple Plugin API), DSSI qui est venu le complémenter, puis enfin LV2 qui unifie les deux.
- RTAS (Real Time Audio Suite), développé par Digidesign (calculs effectués par le processeur central)
- TDM (Time division Multiplexing), spécifique à ProTools et développé par Digidesign (calculs effectués par les processeurs des cartes audio professionnelles HD Core card et HD accel card de Digidesign)
- VS3 (Merging Technologies Pyramix)
- Winamp
- MAS (Motu Audio system), spécifique pour le séquenceur Digital PErformer développé par Mark Of The Unicorn (MOTU)
- AS (Audio Suite), développé par Digidesign
- Dxi, spécifique au séquenceur Sonar

Des logiciels permettent de faire le pont entre les différents formats de plug-in. c'est le cas de Carla qui permet d'utiliser une grande partie de ces formats avec les applications supportant VST et LV2.

## Limitations
La principale limitation par rapport aux logiciels « tout intégré » se ressent au niveau de l'interaction entre l'hôte et le plugin, qui se cantonne à ce qui est défini par la norme. En outre, l'échange de documents de travail est plus complexe en raison de l'aspect modulaire de l'architecture en plug-ins : un musicien ou ingénieur du son passant d'une station de travail à l'autre devra vérifier que non seulement il dispose du logiciel hôte voulu, mais également que tous les plug-ins qu'il utilise soient présents. Cette tâche peut devenir plus problématique lorsqu'il existe, pour un même plug-in, de versions incompatibles entre elles.